# Ctenocella aurantiaca
Ctenocella aurantiaca är en korallart som först beskrevs av Thomson och Henderson.  Ctenocella aurantiaca ingår i släktet Ctenocella och familjen Ellisellidae. Inga underarter finns listade i Catalogue of Life.